# Marius Neset
Marius Søfteland Neset (Os, 2 gennaio 1985) è un sassofonista e compositore norvegese.

## Biografia
Formatosi nel conservatorio di Copenaghen sotto la guida di maestri del calibro di Django Bates, con il quale collaborerà successivamente nei progetti StoRMChaser big band e Human Chain, vive tuttora in Danimarca. Figlio di musicisti, il padre Terje Neset è chitarrista mentre la madre Anne Leni Søfteland Sæbø è pianista, anche le sue sorelle hanno intrapreso la carriera musicale. La più piccola, Ingrid Søfteland Neset è flautista ed ha partecipato alla realizzazione del disco Birds (2013).
Finito il percorso di studi nel 2008, nello stesso anno pubblica il disco Suite for the Seven Mountains, con il gruppo People Are Machines, da lui fondato, insieme ad un quartetto d'archi. I dischi successivi, a cominciare da Golden Xplosion del 2011, usciranno esclusivamente a suo nome ed alcuni dei quali editi dall'etichetta tedesca ACT. Molte, inoltre, sono le collaborazioni con artisti tipici di quest'etichetta; tra tutti Adam Bałdych, Lars Danielsson, E.S.T., Iiro Rantala.

## Premi
- 2004: Nattjazz talent award
- 2011: Sildajazzprisen
- 2012: JazZtipendiat presso il Moldejazz[4][5]
- 2014: Spellemannprisen, nella categoria Jazz con la Trondheim Jazz Orchestra per l'album Lion

## Discografia

### Da leader
- 2011: Golden Xplosion (Edition)
- 2013: Birds (Edition)
- 2014: Lion (ACT)
- 2015: Pinball (ACT)
- 2016: Snowmelt (ACT)
- 2017: Circle of Chimes (ACT)